# St. Pankratius (Leingarten)

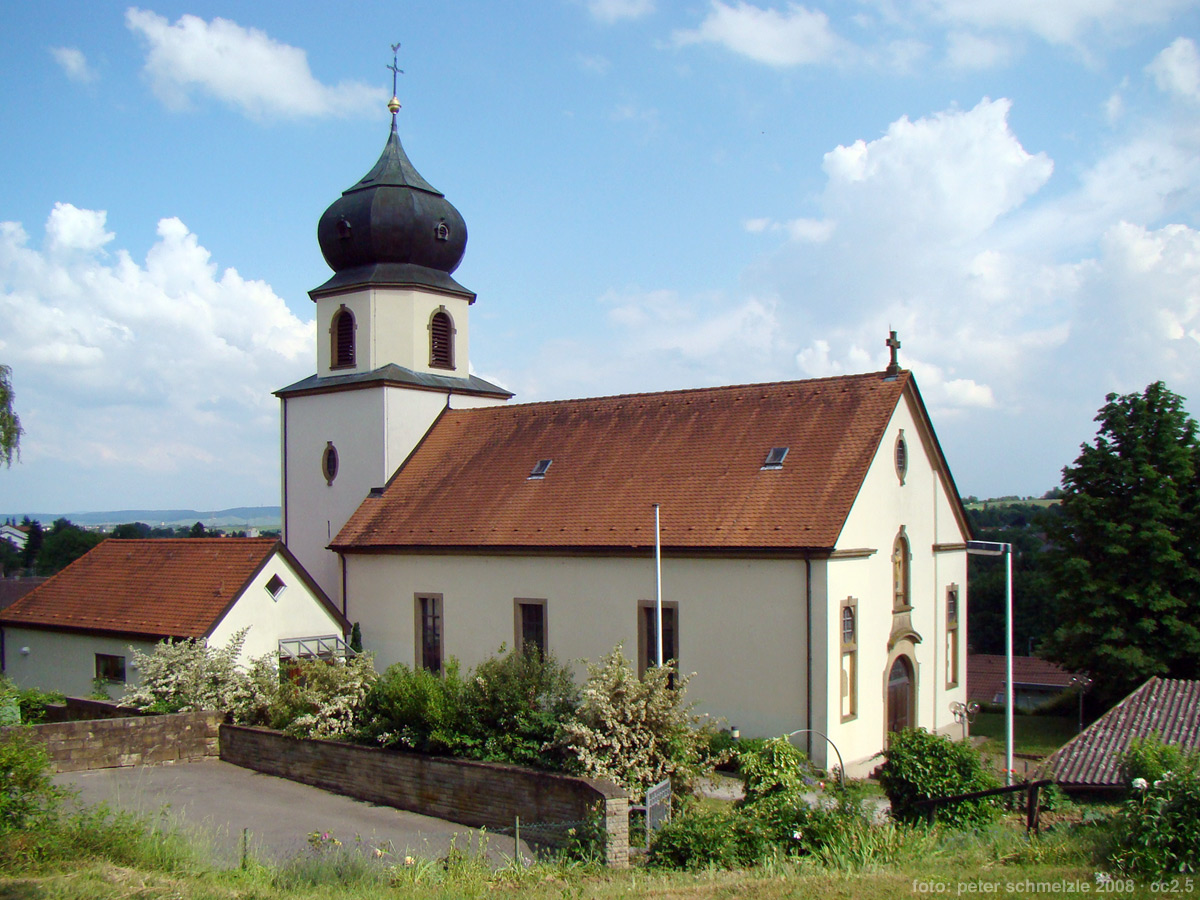
Pankratiuskirche in Leingarten

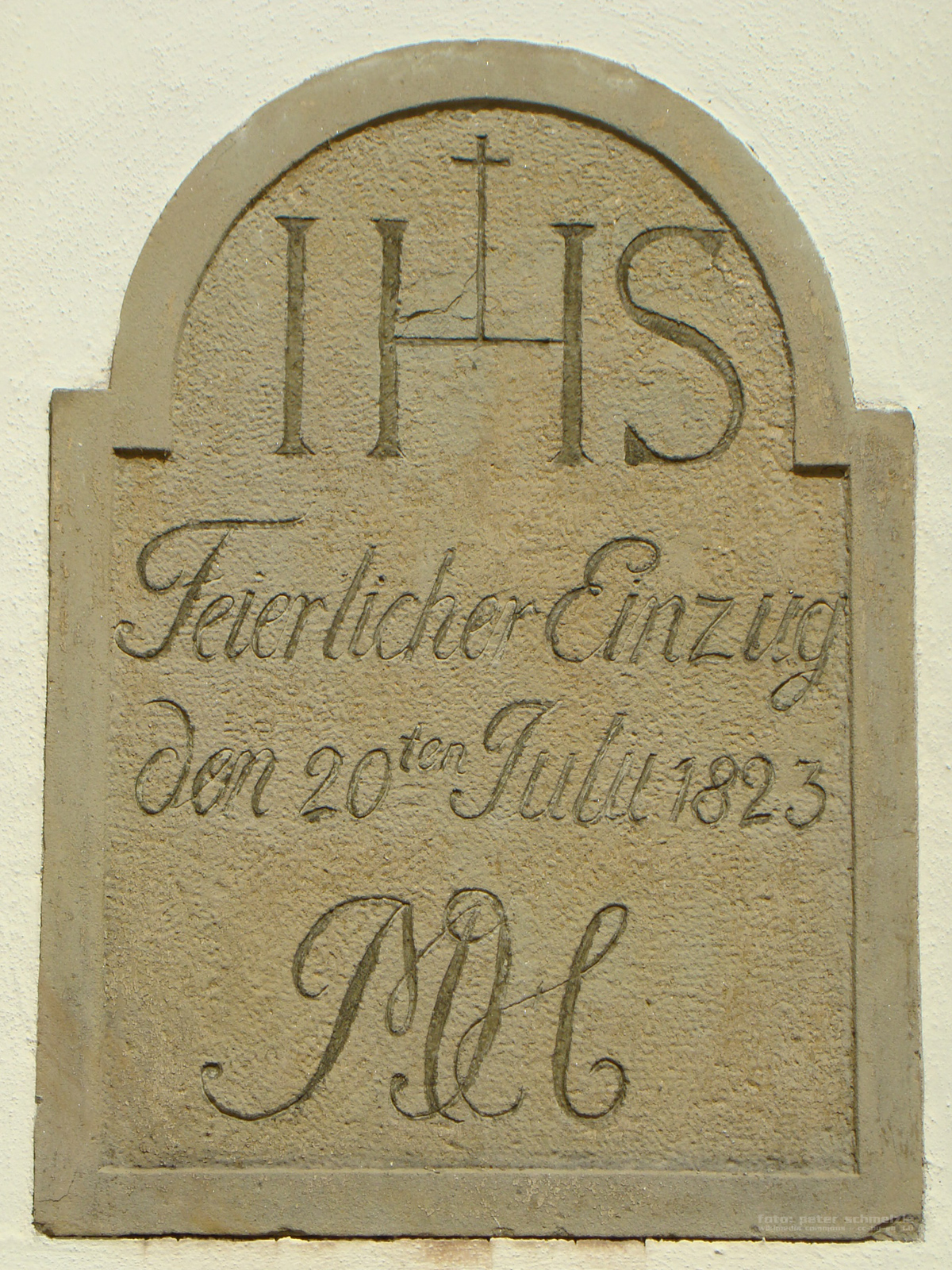
Gedenktafel zum Wiedereinzug der Katholiken 1823

St. Pankratius in Schluchtern, einem Stadtteil von Leingarten im Landkreis Heilbronn, ist eine Kirche der katholischen Kirchengemeinde St. Pankratius/St. Lioba Leingarten. Ein Vorgängerbau dieser in gotischer Zeit erbauten Chorturmklirche wird 1305 erstmals urkundlich erwähnt. Wegen der wechselvollen Religionspolitik der Kurpfalz diente sie zeitweise drei Konfessionen.

## Geschichte
Im Jahr 1305 ist in Schluchtern erstmals eine Kirche bezeugt. Reinbot von Neipperg verzichtet gegenüber Graf Eberhard von Württemberg auf seine Rechte an der Kirche und den Kirchensatz. Mithin hatten die Herren von Neipperg die Kirche im 13. Jahrhundert erbaut oder erworben, offenbar noch mit den Rechten eines Eigenkirchenherrn. Die Kirche stand auf einem „Berg“, sicher auf dem Platz der heutigen Pankratiuskirche, die im Wormser Synodale von 1496 zum ersten Mal so genannt wird, als Filialkirche der Pfarrkirche in Großgartach. Zusammen mit Gräbern stand sie im befestigten Kirchhof. Die Pfarrei wurde von einem Leutpriester betreut und von einem Kaplan für die Frühmesse am Muttergottesaltar. Für beide Stellen hatten die Neipperg 1496 wieder das Patronatsrecht; die Baulast lag bei der Gemeinde. Nach Einführung der lutherische Reformation in der Kurpfalz war nach 1556 in der Pankratiuskirche nur der evangelisch-lutherische Gottesdienst erlaubt. Aber schon ab 1559 diente das Gotteshaus ausschließlich den Evangelisch-Reformierten. Während des Dreißigjährigen Kriegs gingen viele Urkunden und auch die drei Glocken der Kirche verloren.
Nach 1685 forderte der Kurfürst die gegenseitige Duldung der Konfessionen. 45 Reformierte, 62 Lutheraner und 12 Katholiken lebten damals in Schluchtern. Nach der Einführung des Simultaneums 1698 konnten die drei Konfessionen die Pankratiuskirche gemeinsam nutzen. In der Pfälzischen Kirchenteilung 1705/07 fiel die Kirche an die Reformierten. 1744 lebten 65 Reformierte, 196 Lutheraner und 84 Katholiken im Dorf. 1823 konnte die katholische Gemeinde die Pankratiuskirche von den Reformierten erwerben, allerdings fast ganz ohne Ausstattung. Nach dem Zusammenschluss der Dörfer Schluchtern und Großgartach zur neuen Gemeinde Leingarten im Jahr 1970 schlossen sich die beiden katholischen Kirchengemeinden am 1. Januar 1977 zur Gesamtgemeinde St. Pankratius/St. Lioba Leingarten zusammen.

## Baugeschichte
Im Osten der Pankratiuskirche liegt der gewölbte Chor aus gotischer Zeit im Erdgeschoss des Chorturms, dem ältesten Teil der Kirche. Das Langhaus hatte die gleiche Breite und war etwa 13 m lang. Die Reformierten erweiterten die Kirche 1760, indem sie die Nordwand des Langhauses nach außen verschoben; das Spitzbogenfenster in der Ostwand des Chors mauerten sie zu. 1869/70 wurde die Kirche renoviert: Das Turmdach und das Langhaus wurden neu gedeckt und der Innenraum gestrichen; der Seitenaltar – der heutige Marienaltar – wurde renoviert und vergoldet. Der mittlere Teil dieses Altars mit dem Tabernakel wurde 1905 nach der Zeichnung eines Bildhauers von einem Schluchterner Handwerker gefertigt. 1912/13 fand ein grundlegender Umbau statt: Das Langhaus wurde nach Westen und Süden erweitert; der von einem Pyramidendach bedeckte Turm erhielt sein heutiges charakteristisches Zwiebeldach; die Sakristei wurde von der Südseite nach Osten hinter den Chor verlegt. Beim Durchbrechen der Mauer für den Eingang stieß man auf das 1760 zugemauerte gotische Fenster und entdeckte Fresken aus der Zeit um 1500 in der Laibung. Zwei weibliche Heilige sind dargestellt, die heilige Odilia auf der einen und die heilige Barbara auf der anderen Seite. Noch 1913 wurden die künstlerisch beachtenswerten Fresken von einem Kunstmaler restauriert, das spätgotische Fenster neu verglast und auf die Südseite des Altarraums versetzt. 1914/15 fertigte das Atelier für kirchliche Kunst Allert in Schwetzingen einen neuen Hochaltar unter Verwendung der noch brauchbaren Teile des alten Altars. Der Marienaltar wurde dem größeren Raum angepasst. Der Josefaltar, der rechte Seitenaltar, musste in Schwetzingen neu gefertigt werden.
Bei der Renovierung 1926 wurde das Turmdach saniert. 1930 folgte die Renovierung der Statuen, der Seitenaltäre, des Hochaltars, der Kommunionbank und der Orgel. Die spätgotische Marienstatue wurde neu gefasst und auf dem Marienaltar aufgestellt. Die künstlerischen Malerarbeiten übernahm die Karlsruher Kunstmalerei Gebr. Hemberger, die 1931 im barocken Stil auch das große Deckengemälde mit den Heiligen Kosmas und Daminan schuf. Weitere Renovierungen folgten 1956/57 und 1970. Mit der Renovierung 1976 gab es einschneidende Veränderungen: Kanzel, Kommunionbank und Beichtstuhl wurden entfernt; zwei Seitengänge ersetzen den Mittelgang; die Treppe zur Empore wurde durch eine Wendeltreppe ersetzt und die Emporenbrüstung verändert. Damit ging der barocke Charakter der Kirche verloren. Die Renovierungen in der Folgezeit waren vor allem substanzerhaltende Maßnahmen. Im Nordwesten der Kirche wurde 1994 ein Gemeinderaum angebaut.

## Ausstattung
Durch die Besitzerwechsel und die zahlreichen Umbauten blieb in der Pankratiuskirche von der historischen Ausstattung nur wenig erhalten. Ein altes Kruzifix, das heute in Schluchterns evangelischer Martin-Luther-Kirche auf dem Altar steht und eine historische Glocke, die sich in der Kirche befand, verblieben beim Verkauf der Kirche 1823 im Besitz der evangelischen Gemeinde.
Erwähnenswert sind das spätgotische Fenster im Chor und die beiden Fresken in der Türlaibung des Eingangs zur Sakristei, sowie eine spätgotische, geschnitzte und farbig gefasste Madonnenfigur. Das Taufbecken stammt aus dem Jahr 1700. Eine Gedächtnistafel von 1823 erinnert an den Wiedereinzug der Katholiken in die Kirche. Seit 1958 schmückt eine gestiftete barocke Statue des Kirchenpatrons Sankt Pankratius den Hochaltar. Außerhalb der Kirche steht ein steinernes Kruzifix aus dem 18. Jahrhundert.